# Saint-Rémy-au-Bois
Saint-Rémy-au-Bois is een gemeente in het Franse departement Pas-de-Calais (regio Hauts-de-France) en telt 113 inwoners (2009). De plaats maakt deel uit van het arrondissement Montreuil.

## Geografie
De oppervlakte van Saint-Rémy-au-Bois bedraagt 4,0 km², de bevolkingsdichtheid is dus 28,3 inwoners per km².
De onderstaande kaart toont de ligging van Saint-Rémy-au-Bois met de belangrijkste infrastructuur en aangrenzende gemeenten.

## Demografie
Onderstaande figuur toont het verloop van het inwonertal (bron: INSEE-tellingen).

1. ↑  Populations de référence 2022.